# Eryops
Eryops é um gênero de anfíbio semi-aquático extinto, encontrado principalmente na Formação Pérmica, no Condado de Archer, Texas, mas fósseis desse animal também são encontrados no Novo México e as partes orientais dos Estados Unidos. Merece destaque por ser um dos maiores anfíbio que já existiu, com cerca de 2 metros de comprimento e quase 100 quilos, e por ser, segundo creem especialistas, o primeiro animal a desenvolver a habilidade de vocalização (emitir sons através da "boca"). Embora ele não tenha nenhum descendente direto, é o anfíbio permiano mais conhecido e um exemplo notável da engenharia natural.

## Descrição
Eryops por sua vez com certeza tinha um comportamento quase que idêntico ao dos anfíbios atuais, para ser mais específico, podia ter um comportamento comparado ao de um sapo, podia ser bem 'decisivo' ao atacar um animal ou ao se defender, de acordo com sua morfologia, esse animal muito provável mente não era capaz de pular, apenas de andar de quatro e nadar, podia comer diversos Artrópodes de médio e pequeno porte da sua época, como os anfíbios atuais.